# Ayelet Nahmias-Verbin

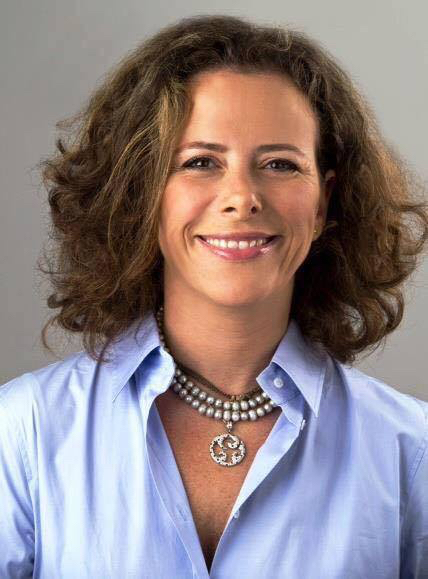
Ayelet Nahmias-Verbin (2015)

Ayelet Nahmias-Verbin (hebräisch איילת נחמיאס-ורבין, * 19. Juni 1970 in Tel Aviv) ist eine israelische Politikerin der Arbeitspartei. Sie gehörte von 2015 bis 2019 der Knesset an.

## Leben
Nahmias-Verbin studierte Rechtswissenschaften an der Hebräischen Universität Jerusalem. Sie arbeitete anschließend als Rechtsanwältin sowie als Vorstandsvorsitzende des von ihrem Vater gegründeten Unternehmen Tavlit, das Bewässerungsanlagen herstellt. Nahmias-Verbin ist verheiratet und hat drei Kinder.
Nahmias-Verbin trat 1991 der israelischen Arbeitspartei (Awoda) bei. Sie war Assistentin, später Rechtsberaterin des Ministerpräsidenten Jitzchak Rabin, der 1995 ermordet wurde. Anschließend leitete sie die Organisation Schalom Hawer, die sich dem Andenken Rabins widmet. Nahmias-Verbin wurde bei der Parlamentswahl 2015 über die Liste der Zionistischen Union (zu der die Arbeitspartei gehörte) zur Abgeordneten in der Knesset gewählt. Am Ende der Legislaturperiode 2019 trat sie nicht für eine Wiederwahl an.